# Cold Spring Harbor, New York
Cold Spring Harbor är en så kallad census-designated place i Huntingtons kommun i Suffolk County på Long Island i delstaten New York. Orten är belägen i östra delen av New Yorks storstadsregion. Vid 2020 års folkräkning hade Cold Spring Harbor 3 064 invånare.

## Kända personer från Cold Spring Harbor
- Meg Whitman, företagsledare